# ʽDBH
ʽDBH (probablemente vocalizado como ʽAzaba o ʽAdhebah, fl. siglo III) fue un rey de Aksum en el territorio de las actuales Etiopía y Eritrea, quien gobernó aproximadamente entre 230 y 240 d. C. Él y su hijo, GRMT (posiblemente vocalizado como "Girmai"), son conocidos a través de inscripciones en Arabia del Sur. Estas inscripciones mencionan a Shamir, rey de Dhu-Raydan y Himyar, solicitando la ayuda de ʽDBH en conflictos contra los reyes de Saba.